# Triodontella calva
Triodontella calva är en skalbaggsart som beskrevs av Louis Burgeon 1947. Triodontella calva ingår i släktet Triodontella och familjen Melolonthidae. Inga underarter finns listade i Catalogue of Life.